# تازة كندكيان
تازة كندكيان هي قرية في مقاطعة بارس أباد، إيران. عدد سكان هذه القرية هو 137 في سنة 2006.